# Will Scarlet (Rose)
Will Scarlet ist eine von Thomas Hilling (Vereinigtes Königreich) entdeckte Rosensorte aus dem Jahr 1948. Benannt ist sie nach der gleichnamigen Figur Will Scarlet aus der Robin-Hood-Legende. Die Moschata-Hybride ist ein direkter Abkömmling eines der beiden Moschata-Hauptstränge. Sie ist ein Sport der 1934 von Wilhelm Kordes gezüchteten Sorte 'Wilhelm' (auch als 'Skyrocket' bekannt), die selbst ein direkter Nachkömmling von 'Robin Hood' war. Im Vergleich zu 'Wilhelm' hat 'Will Scarlett' etwas dunklere Blüten.
Die Rose ist sehr robust und gesund und erreicht eine Höhe zwischen 1,50 Meter und 2,20 Meter. Wird sie durch Zäune oder andere Gerüste gestützt, erreicht sie bis zu etwa 4 Meter Höhe. Nachdem die Sträucher wenig Pflege brauchen, werden sie in der Landschaftsgestaltung gerne verwendet. 
'Wilhelm' hat leuchtend rote Blüten mittlerer Größe, die in Schüben über die gesamte Sommersaison verteilt auftreten. Das Rot der Blüten wird von auffallenden gelben Staubblättern kontrastiert, die Rose riecht schwach. 
Im Herbst trägt sie große Mengen auffallend rot-oranger Hagebutten. Die langen, dornigen Zweige tragen glänzende mittel- bis dunkelgrüne Blätter.